# Burg Niedeck
Die Burg Niedeck, auch Alte Niedeck genannt, ist eine hochmittelalterliche Höhenburganlage auf dem Kronenberg nördlich des Ortsteils Benniehausen der Gemeinde Gleichen im niedersächsischen Landkreis Göttingen. Sie liegt in der Gemarkung der Ortschaft Groß Lengden.

## Geschichte

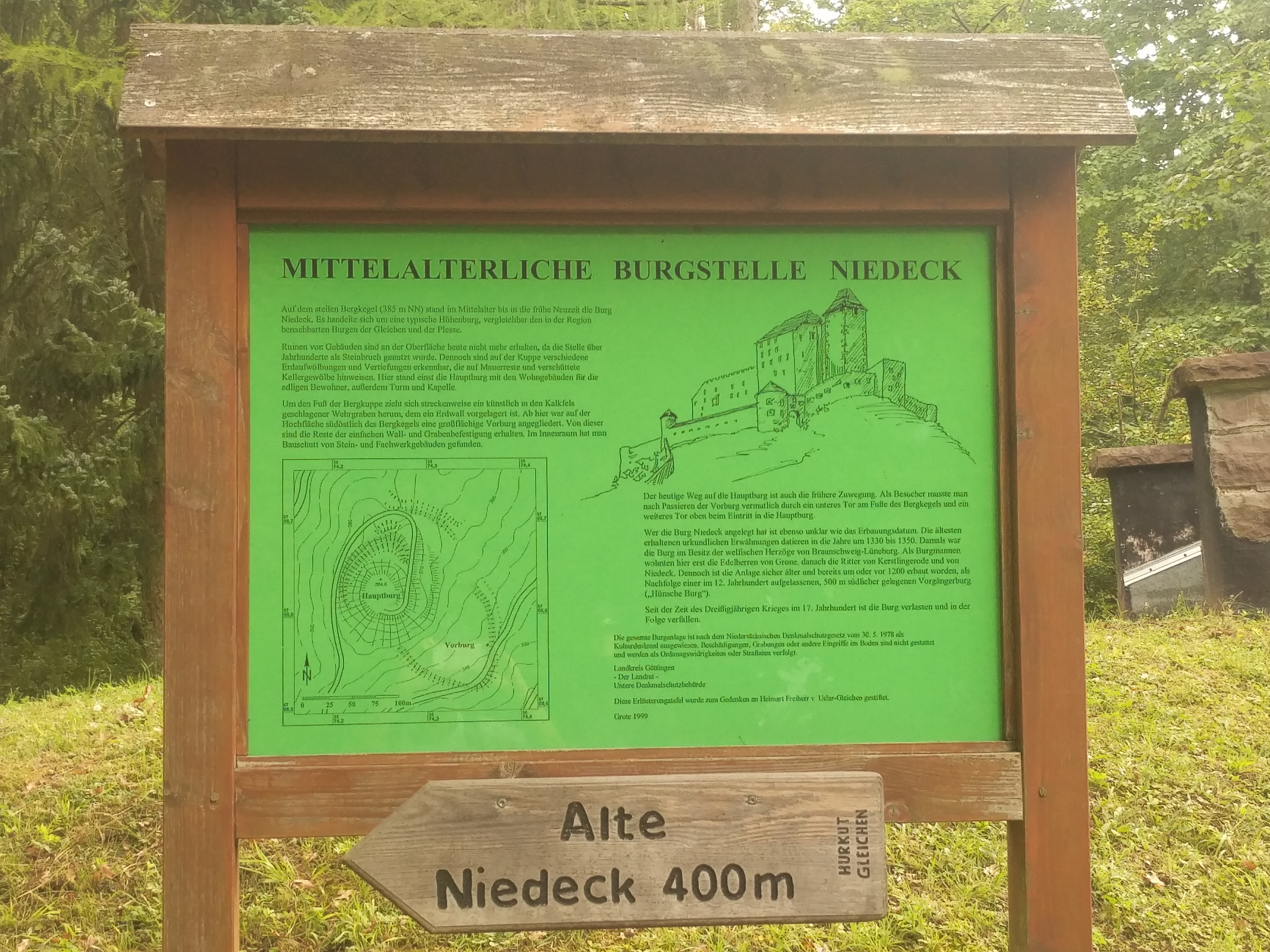
Infotafel „Mittelalterliche Burgstelle Niedeck“

Die Ursprünge der Burg auf der „Alten Niedeck“ sind nicht völlig geklärt. Möglicherweise wurde sie von dem Adelsgeschlecht der Zähringer aus Südbaden angelegt. Nach der nicht immer zuverlässigen Chronik des Johannes Letzner aus dem Jahr 1601 soll ein wohl unehelicher Sohn des letzten Zähringer Herzogs Berthold V. namens Otto zum Pfalzgrafen Heinrich, dem Sohn Heinrichs des Löwen, geflohen sein. Dieser habe ihm aus Mitleid einen Ort bei Göttingen zugewiesen, auf dem um 1220 die Burg Niedeck gegründet worden sein soll. Von diesem Otto stammten dann die Herren von Niedeck ab. Angeblich aufgrund von der Burg ausgehender Raubzüge wurde sie 1318 von einem Heer der Stadt Göttingen und zahlreicher verbündeter Städte erobert. Die Herren von Niedeck mussten fliehen und ihr Lehen wurde von den Herzögen von Braunschweig-Lüneburg eingezogen. Um 1320 soll die Burg durch den Herzog Ernst I. von Braunschweig-Göttingen an die Herren von Kerstlingerode verpfändet worden sein. Dieses Geschlecht blieb mit einer kurzen Unterbrechung bis 1592 im Pfandbesitz der Burg. Anteile an der Burg waren aber häufig auch an andere Besitzer verpfändet. Die Burg war zudem Sitz einer Vogtei und eines Gerichts. 1592 wurden die Herren von Veltheim die letzten Pfandbesitzer der Burg. 1616 wurde die damals wohl schon baufällige Burg aufgegeben und auf dem Gelände der Wüstung Rode unterhalb der Burg ein existierendes Vorwerk zum neuen Amtssitz („Neue Niedeck“) ausgebaut.

## Beschreibung

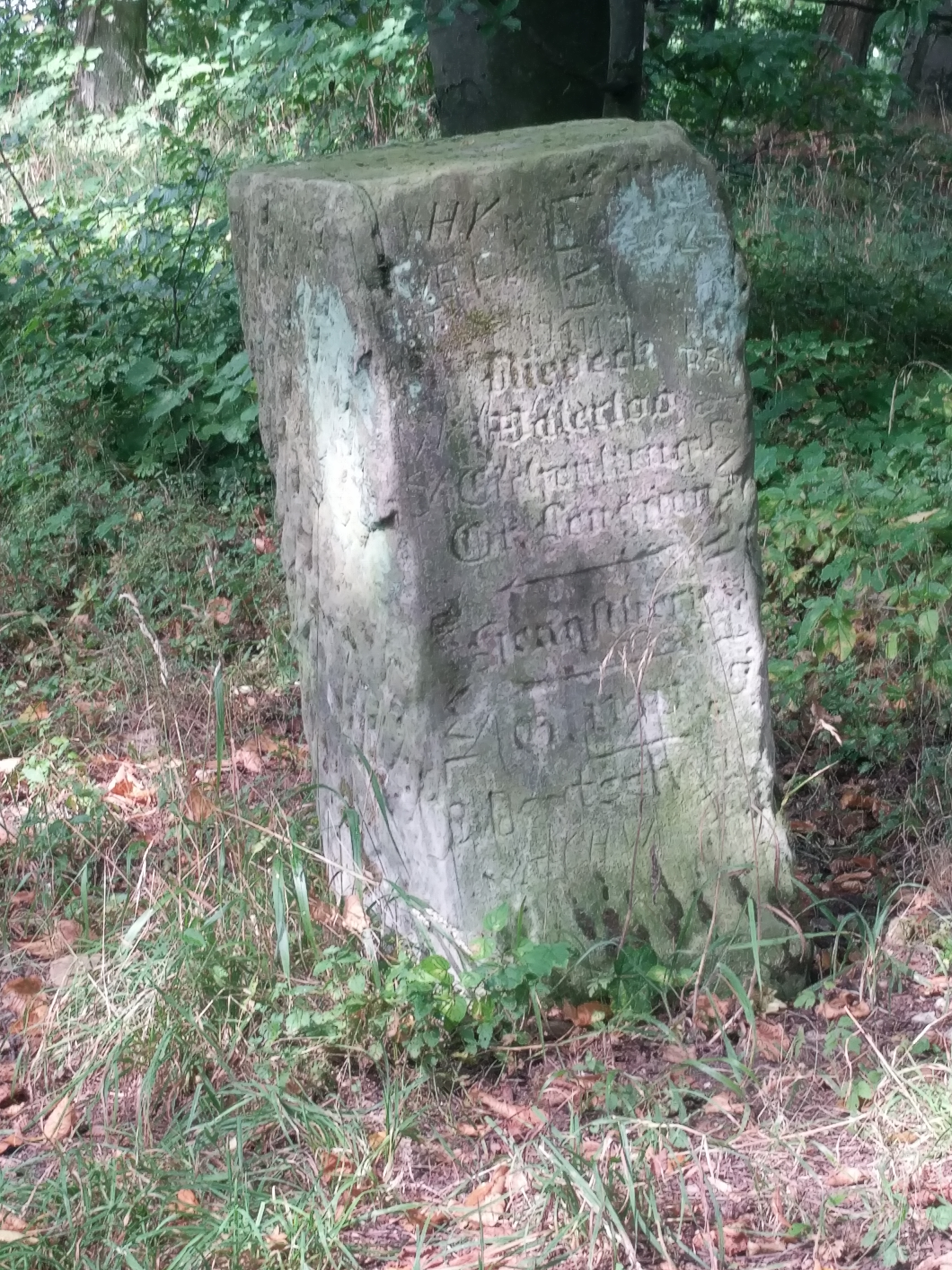
Wegweiserstein auf dem Plateau der ehemaligen Burgstelle Niedeck

Die Burg liegt auf der sehr steil abfallenden Südkuppe des Kronenberges. Die Burgfläche bildet ein Plateau von etwa 45 m × 30 m. Der Zufahrtsweg kommt von Norden den Osthang hinauf und biegt am Südosteck durch das ehemalige Tor auf das Burgareal ein. Außer im Osten verläuft auf der Kuppe ein Wall, der aber im Westen und Süden nur noch als Absatz erkennbar ist. An den weniger steilen Hängen im Nordwesten und Norden weist der Wall einen innenliegenden Graben auf. Auf der Nordseite ist zudem ein innerer Wall mit flachem Graben erkennbar. Von der ehemaligen Bebauung zeugt nur noch das sehr unruhige Relief im Innenraum.
Im Osten grenzt eine langgestreckte Terrasse an, auf der offenbar die Gebäude der Vorburg standen. Die nur noch streckenweise erhaltene Befestigung der Vorburg besteht aus Wall und Graben und erstreckt sich ca. 100 m vom Osthang der Hauptburg nach Süden. Im Norden sichert sie zudem die Burg gegen den Bergsattel ab.